# Marleen Mols
Marleen Mols (Vorselaar, 9 september 1955) is een Belgische voormalige atlete, die gespecialiseerd was in de lange afstand en het veldlopen. Zij veroverde in twee verschillende onderdelen vier Belgische titels.

## Loopbaan
Mols behaalde in 1973 op de Europese kampioenschappen voor junioren een achtste plaats op de 1500 m. Ze verbeterde daarbij in de reeksen het Belgisch record van Bernadette Van Roy tot 4.23,1. Ze behaalde dat jaar ook de eerste Belgische titel op de 3000 m. Drie jaar later volgde een tweede titel op de 3000 m.
Mols behaalde in 1977 en 1978 twee opeenvolgende titels in het veldlopen. Ze nam verschillende malen deel aan de wereldkampioenschappen veldlopen, met een twaalfde plaats in 1973 als beste resultaat.

### Clubs
Mols was aangesloten bij AC Herentals en stapte daarna over naar AV Vorselaar.

## Belgische kampioenschappen
| Onderdeel | Jaar       |
| --------- | ---------- |
| 3000 m    | 1973, 1976 |
| veldlopen | 1977, 1978 |

## Persoonlijke records
| Onderdeel | Prestatie | Datum            | Plaats   |
| --------- | --------- | ---------------- | -------- |
| 1500 m    | 4.23,09   | 26 augustus 1973 | Duisburg |
| 3000 m    | 9.15,2    |                  |          |

## Palmares

### 1500 m
- 1973: 8e EK junioren in Duisburg - 4.23,09

### 3000 m
- 1973:  BK AC - 9.48,0
- 1976:  BK AC - 9.18,8
- 1977:  Memorial Van Damme - 9.20,5

### veldlopen
- 1973: 12e WK in Waregem
- 1974: 17e WK in Monza
- 1975: 28e WK in Rabat
- 1976:  BK AC in Vilvoorde
- 1976: 39e WK in Chepstow
- 1977:  BK AC in Sint-Katelijne-Waver
- 1978:  BK AC in Wingene
- 1979:  BK AC in Wingene
- 1979: 21e WK in Limerick
- 1980: 38e WK in Parijs
- 1982:  BK AC in Waregem